# Rafael Guerrero Alonso
Rafael Guerrero Alonso (Lleó, 20 d'abril de 1963), és un àrbitre assistent de futbol actualment retirat, que va fer d'àrbitre assistent a la Primera Divisió espanyola durant 14 temporades, arribant a ser internacional. Actualment és comentarista esportiu.
Fou extraordinàriament mediàtic, sobretot a partir d'un famós incident durant el partit Real Zaragoza-FC Barcelona amb la frase "Rafa, no me jodas" durant un diàleg després d'una jugada polèmica amb l'àrbitre principal Manuel Enrique Mejuto González, tot i que la frase que realment es pronuncià fou "Joder, Rafa". Nogensmenys, durant diverses temporades fou l'àrbitre assistent amb major percentatge d'encert en el fora de joc. Gràcies a aquesta popularitat, Rafa Guerrero ha esdevingut l'àrbitre del món que més diners ha ingressat en concepte de publicitat, tan sols superat per Pierluigi Collina.
Al llarg de la seva trajectòria va arbitrar 315 partits de primera divisió, 174 partits internacionals, 2 finals de la Copa del Rei i 3 de Supercopa d'Espanya.